# Rue Canaletto
La rue  Canaletto (en polonais : Ulica Canaletta) est une voie de Varsovie.

## Situation et accès
La « rue  Canaletto » est une rue située dans l'arrondissement de Śródmieście (Centre-ville) à Varsovie qui relie la rue Niecala à la rue Senatorska.

## Origine du nom
Elle porte le nom de Bernard Belott dit Canaletto (1697-1768), un peintre vénitien actif à Varsovie au XVIIIe siècle.

## Historique
La rue a été ouverte entre 1904 et 1909 en tant qu'allée intérieure de la galerie marchande Luxembourg (pl), du nom de son propriétaire, l'entrepreneur Maximilien Luxembourg.
La galerie a brûlé en 1944.

## Sources
- (pl) Cet article est partiellement ou en totalité issu de l’article de Wikipédia en polonais intitulé « Ulica Bernarda Belotta Canaletta w Warszawie » (voir la liste des auteurs).